# Thymus daghestanicus
Thymus daghestanicus — вид рослин родини глухокропивові (Lamiaceae), поширений у північному Кавказі.

## Опис
Напівчагарничок до 8 см заввишки з лежачим здерев'янілим стеблом. Квітконосні трав'янисті пагони відходять від стовбурів правильними рядами, прямовисні, запушені під суцвіттями відігнутими вниз волосками. Листки зі слабко вираженими черешками або майже сидячі, стеблові — вузько лопатчаті, 6–11 мм завдовжки, по краю до середини або вище війчасті, на поверхні голі, з помітними жилками і малопомітними точковими залозками. Суцвіття головчате, щільне. Чашечка пухнаста. Віночок ≈7 мм завдовжки, яскраво ліловий.

## Поширення
Поширений у північному Кавказі (Росія).
Зростає на сухих південних кам'янистих схилах і скелях.